# Donja Jurkovica
Donja Jurkovica je naselje v občini Gradiška, Bosna in Hercegovina. 

## Deli naselja
Dakići, Donja Jurkovica, Saldumi, Stanišljevići in Vrhovci.

## Prebivalstvo
| Pregled števila prebivalcev po letih | Pregled števila prebivalcev po letih | Pregled števila prebivalcev po letih | Pregled števila prebivalcev po letih | Pregled števila prebivalcev po letih | Pregled števila prebivalcev po letih |
| ------------------------------------ | ------------------------------------ | ------------------------------------ | ------------------------------------ | ------------------------------------ | ------------------------------------ |
| 1948                                 | 1953                                 | 1961                                 | 1971                                 | 1981                                 | 1991                                 |
| -                                    | -                                    | -                                    | 258                                  | 240                                  | 205                                  |

| Narodna sestava prebivalstva po letih                                                                                    | Narodna sestava prebivalstva po letih                                                                                      | Narodna sestava prebivalstva po letih                                                                                      |
| --- | --- | --- |
| 1971 | 1981 | 1991 |
| . skupaj: 258 Srbi 258 (100 %) Hrvati 0 (0,00 %) Muslimani 0 (0,00 %) Jugoslovani 0 (0,00 %) drugi in neznano 0 (0,00 %) | . skupaj: 240 Srbi 230 (95,83 %) Hrvati 1 (0,41 %) Muslimani 0 (0,00 %) Jugoslovani 5 (2,08 %) drugi in neznano 4 (1,66 %) | . skupaj: 205 Srbi 202 (98,53 %) Hrvati 1 (0,48 %) Muslimani 0 (0,00 %) Jugoslovani 2 (0,97 %) drugi in neznano 0 (0,00 %) |